# Acusilas dahoneus
Acusilas dahoneus Barrion & Litsinger, 1995 è un ragno appartenente al genere Acusilas della Famiglia Araneidae.

## Etimologia
Non è ben chiara l'origine del nome del genere: forse deriva dal greco Ακουσίλαος Acusìlaos, storico e logografo greco del VI secolo a.C., di Argo, da alcuni menzionato fra i Sette Savi e citato da Platone nel Simposio.
Il nome proprio deriva dalla parola tagalog dahon, che significa "foglia secca arrotolata", con preciso riferimento al suo habitat, con aggiunto il suffisso latino -eus, che indica appartenenza..

## Caratteristiche
Di questa specie sono state finora rinvenute solo le femmine.

### Femmine
Le femmine di A. dahoneus differiscono dalle altre specie per la loro colorazione marrone e per la particolare membrana dell'epigino che è più larga che lunga, trasparente e copre quasi del tutto la depressione epiginale, formando una slabbratura caratteristica a forma di parentesi graffa. Come in A. coccineus, i dotti copulatori sono ben visibili attraverso l'epigino, ma in quest'ultimo la membrana è più piccola e non arriva a coprirlo. Il cerchio anteriore dell'epigino è slanciato..

#### Colorazione
Nella descrizione dei colori non si tiene conto di esemplari conservati in alcool, in quanto, col passare del tempo, ne impallidisce le tinte. La regione oculare è nera; il cefalotorace e i cheliceri sono marroni; le zampe e lo sterno sono marrone chiaro. Le zampe hanno esili anulazioni. L'opistosoma è marrone verdognolo, con flebili macchie nere posteriormente.

## Dimensioni
| Parti        |                                                  |
| ------------ | ------------------------------------------------ |
| legspan      | 5,69-6,30                                        |
| Cefalotorace | 2,58-2,95 lungo; 1,95-2,01 largo; 0,72-0,74 alto |
| Opistosoma   | 3,17-3,42 lungo; 2,13-3,40 largo; 2,01-2,16 alto |
| Sterno       | 1,18-1,38 lungo; 0,73-1,18 largo                 |

Tutte le misure sono espresse in millimetri
1. ↑  lunghezza del corpo comprese le zampe

## Parametri oculari
| Parametri oculari |                     |
| ----------------- | ------------------- |
| AME:ALE:PME:PLE   | 0,18:0,11:0,15:0,13 |
| AME-AME           | 0,08                |
| AME-ALE           | 0,02                |
| PME-PME           | 0,10                |

1. ↑  rapporto fra i diametri degli occhi: AME=occhi mediani anteriori; ALE:Occhi laterali anteriori; PME=occhi mediani posteriori; PLE=Occhi laterali posteriori
2. ↑  le misure qui descritte sono in millimetri oppure in semplici rapporti di proporzione
3. ↑  distanze interoculari fra gli occhi mediani anteriori
4. ↑  le misure qui descritte sono in millimetri o in proporzione ad un ben noto diametro
5. ↑  distanze interoculari fra gli occhi mediani anteriori e quelli laterali anteriori
6. ↑  distanze interoculari fra gli occhi mediani posteriori

## Misure delle zampe
| Segmento  | I    | II   | III  | IV   |
| --------- | ---- | ---- | ---- | ---- |
| Femore    | 1,88 | 1,68 | 1,13 | 1,69 |
| Patella   | 0,98 | 0,90 | 0,64 | 0,90 |
| Tibia     | 1,40 | 1,21 | 0,70 | 1,22 |
| Metatarso | 1,44 | 1,26 | 0,68 | 1,22 |
| Tarso     | 0,75 | 0,60 | 0,48 | 0,68 |
| TOTALE    | 6,45 | 5,65 | 3,63 | 5,71 |

Femmina: tutte le misure sono espresse in millimetri

## Habitat
Gli esemplari sono stati raccolti in ambienti costituiti da vari strati di foglie secche arrotolate di bamboo.

## Distribuzione
La zona di rinvenimento di questa specie è presso Solana, nella Provincia di Cagayan, nelle Filippine.

## Tassonomia
Al 2013 non sono note sottospecie.